# タイ王国発電公社
タイ王国発電公社（たいおうこくはつでんこうしゃ、タイ語：การไฟฟ้าฝ่ายผลิตแห่งประเทศไทย）とは、タイ王国内に電力を供給している公企業である。なお、英語名称の「Electricity Generating Authority of Thailand」から、しばしばEGATと略されることがあり、公式サイトのアドレスにも「egat.」という略称が入っている。東北地方太平洋沖地震後には日本へ発電設備の無償貸与も行った。

## 概要
タイ王国発電公社は1969年5月1日に設立され、タイ王国内全土に電力を供給する責任を負ってきた大口の売電企業である
。
主要な発電方法として、2013年現在、火力発電と水力発電を用いている。
所有している発電設備の合計出力は約15 GW ＝ 約15,000 MW
、送電線の総延長は約3万2384 kmである。
なお、本社はノンタブリー県のバーン・クルワイ郡に所在し、従業員数は22,954人である（2013年時点）。
また、ISO9000とISO14001を導入している。ちなみに、タイ王国発電公社のシンボルマークは、黄色く塗られたタイ王国の国土の地図の中央部に、赤い稲妻をあしらい、青い文字が書かれたものである。

## 主要発電所
2013年現在のタイ王国発電公社の主要発電所は以下の通りである
。
- メーモ火力発電所 （โรงไฟฟ้าแม่เมาะ）
- バーンパコン火力発電所（โรงไฟฟ้าบางปะกง）
- 北バンコク火力発電所（โรงไฟฟ้าพระนครเหนือ）
- クラビー火力発電所 （โรงไฟฟ้ากระบี่）
- 南バンコク火力発電所（โรงไฟฟ้าพระนครใต้）
- ナムポーン火力発電所 （โรงไฟฟ้าน้ำพอง）
- スラートターニー火力発電所（โรงไฟฟ้าสุราษฎร์ธานี）
- チャナ火力発電所（โรงไฟฟ้าจะนะ）
- ラーンクラブー火力発電所 （โรงไฟฟ้าลานกระบือ）
- ワンノーイ火力発電所（โรงไฟฟ้าวังน้อย）
- ラムタコン揚水発電所（โรงไฟฟ้าลำตะคอง ชลภาวัฒนา） - 2009年3月16日に運用を開始した風力発電所が併設されている。ただし、風力発電機の総出力は2.50 MW程度である。

## 歴史
タイ王国発電公社は、1969年5月1日に設立された
。
この年、タイ王国のサムットプラーカーン県に定格出力200 MWとなる予定だった南バンコク火力発電所の建設を開始し、その後、別の発電所の建設も行っていった。例えば1970年にはノンタブリー県に北バンコク火力発電所を建設し、定格出力15 MWのガスタービンを設置した。この他、送電線網の拡充もしていった。また、1971年にはテーサバーンナコーン・ウボンラーチャターニーに水力発電用のシリントーンダム（เขื่อนสิรินธร）を完成させた。そして、翌1972年にも、もう1つのダム、つまりチュラポーンダム（เขื่อนจุฬาภรณ์）を完成させた。以後もタイ王国内に水力発電用のダムを建設したり、また火力発電設備の増強や、送電線網の拡張も続けていった。このようなこともあり、1992年にはタイ王国発電公社の持つ発電所の合計出力は10 GWを突破した。
ところで、上記のようにタイ王国発電公社は火力発電設備をかかえているため、1970年代から1980年代にかけての石油危機による原油価格高騰の影響を受けた
。
しかし、タイランド湾などにおいて天然ガスが発見されたことで、以降、これを利用できた上、水力発電設備の増強も行っていったことで、原油価格高騰の影響を軽減することができた。
ただ、今度は老朽化した発電設備の更新なども行わなければならなかった
。
なお、この発電設備の更新の際に、高出力化や高効率化を行うなどした関係で、タイ王国発電公社が保有する発電所の合計出力は、1992年時点の約10 GWから、2013年には15 GW超に増加している。

## 東北地方太平洋沖地震後の支援
2011年3月に東北地方太平洋沖地震が発生した結果、日本では発電設備も被災し、特に東京電力は充分な電力供給ができなくなり、計画停電を余儀なくされた。タイ王国発電公社は、例えばラーンクラブー火力発電所の設置時に、他の場所からガスタービン（火力発電設備）を移設しており、ガスタービン移設の実績がある。東北地方太平洋沖地震による被災で電力の安定供給不能に陥った東京電力に対して、タイ王国発電公社はガスタービンを無償貸与して支援した。